# 모건 팔리

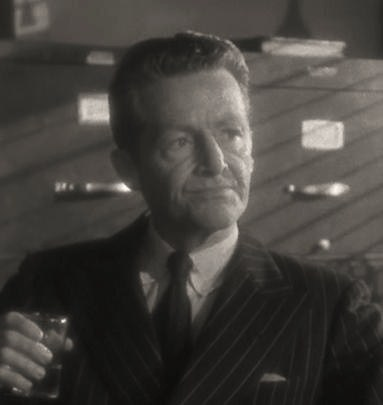

모건 팔리(Morgan Farley, 1898년 10월 3일 ~ 1988년 10월 11일)는 미국의 배우, 연극 배우이다.
샌피드로에서 사망하였다.

## 영화
- 서전트 페퍼스 론리 하츠 클럽 밴드 (1978년)
- 라스트 타이쿤 (1976년)
- 앳 롱 라스트 러브 (1975년)
- 소일렌트 그린 (1973년)
- 맨발의 경영자 (1971년)
- 마법의 빗자루 (1971년)
- 헬로 돌리 (1969년)
- 서부를 향해 달려라 (1965년)
- 줄리어스 시저 (1953년)
- 엔젤 페이스 (1953년)
- 최고의 사랑 (1952년)
- 하이 눈 (1952년) - 닥터 마힌 역
- 탑 오 더 모닝 (1949년)
- 애보트와 코스텔로 3 (1949년) - 그레고리 밀포드 역
- 맥베드 (1948년)
- 데블스 홀리데이 (1930년)